# Pyroxmangite
La pyroxmangite est un minéral silicate de manganèse de formule chimique MnSiO3. C'est le dimorphe à haute pression et à basse température de la rhodonite. 
Elle a été décrite pour la première fois en 1913 et nommée d'après le groupe minéral du pyroxène, et en est connue sous le nom de membre manganèse. Elle forme une série avec la pyroxferroïte. L'IMA lui a attribué le symbole Pxm.
Elle devient magnétique après être chauffée.

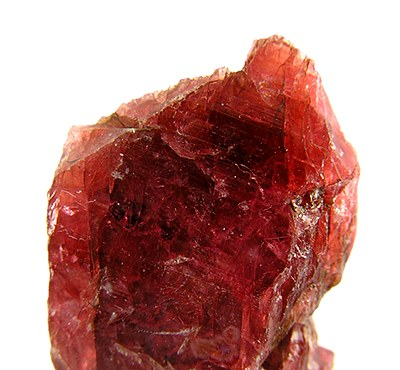
Mine Morro da Mina, Minas Gerais, Région du Sud-Est, Brésil

La pyroxmangite se trouve dans des gisements de minerai métamorphisés riches en manganèse. Elle y est associée à la spessartine, la téphroïte, l'alleghanyite, l'hausmannite, la pyrophanite, l'alabandite, la rhodonite et la rhodochrosite. 
La pyroxmangite est utilisée comme gemme en joaillerie. 